# 웨슬리 싱어맨
웨슬리 싱어먼(Wesley Singerman, 1990년 8월 23일 ~ )은 미국의 기타 연주자, 음반 제작자, 송라이터, 배우이다.
캘리포니아주에서 태어났다.

## 출연 작품

### 영화
- 로빈슨 가족 (2007년)
- 저스트 포 킥스 (2003년)
- 리틀 폴라 베어 (2001년)